# Велопешеходный мост через Водоотводный канал
Велопешеходный мост через Водоотводный канал (официального названия пока не имеет) — пешеходно-велосипедный мост через Водоотводный канал в Москве. Соединяет Болотную и Крымскую набережные, стал продолжением 3-го Голутвинского переулка. Мост был собран в подмосковном Лыткарино, доставлен на место и установлен на заранее приготовленные опоры в сентябре 2023 года, открыт в июле 2024 года.

## История
В конце июня 2021 года сообщалось о том, что власти Москвы утвердили проект пешеходного моста через Водоотводный канал рядом с памятником Петру I. Через год заместитель мэра Москвы по вопросам градостроительной политики и строительства Андрей Бочкарёв сообщил подробности в интервью: мост будет построен в створе 3-го Голутвинского переулка и станет частью одного из главных туристических маршрутов. Непрерывный прогулочный маршрут протянется от Воробьёвых гор до острова Балчуг, включая Болотную площадь и ГЭС-2.
Строительство началось весной 2023 года. По сообщению руководителя департамента строительства Рафика Загрутдинова, основные работы по возведению моста планировалось завершить до конца 2023 года. В январе 2024 года мэр Москвы Сергей Собянин сообщил, что завершение работ по возведению моста и его открытие планируется в 2024 году. Мост был открыт 11 июля 2024 года.

## Конструкция
Исходно сообщалось, что мост будет иметь длину 56,6 м и ширину 8 м, впоследствии назывались также цифры 54 метра и 60 метров.
Мост встроен в существующее укрепление берега. Он выполнен в виде изогнутой металлической балки, пронизывающей пешеходное полотно. В центре моста несущая балка превращается в скамейки для прохожих и выступает в роли разделительной полосы для велосипедистов и пешеходов.
Сборка моста производилась в подмосковном Лыткарино. После сборки мост массой 235 тонн был доставлен к стрелке острова на двух баржах за восемь часов, затем его подняли домкратами и поставили на проектное положение. Доставка моста осуществлена 12 сентября 2023 года, его установка на опоры — 13 сентября.